# Halozetes bathamae
Halozetes bathamae är en kvalsterart som beskrevs av Malcolm Luxton 1984. Halozetes bathamae ingår i släktet Halozetes och familjen Ameronothridae. Inga underarter finns listade i Catalogue of Life.